# Yon Tumarkin
Yon Tumarkin (hebreiska: יון תומרקין), född 22 juli 1989 i Jaffa, är en israelisk skådespelare.
Hans far är den prisbelönta israeliska konstnären Igael Tumarkin. Hans farfar är den tyska skådespelaren och regissören Martin Hellberg.
Redan som barn dök Tumarkin upp i olika reklamfilmer, han spelade sin första roll i en film vid 12 års ålder.
2012 fick Tumarkin huvudrollen i den prisbelönta israeliska filmen Rock the Casbah. Filmen visades vid Filmfestivalen i Berlin 2013.

## Filmografi (urval)
- 2012 – Rock the Casbah
- 2015 – JeruZalem